# Арарат (місто, Вірменія)
Арара́т (вірм. Արարատ) — місто в Вірменії, у марзі (області) Арарат, залізнична станція. Розташоване на Араратській рівнині за 42 км на південний схід від Єревана. Засноване в 1939 році. Населення 20 709 чоловік (2009).
Місто відоме як центр важкої промисловості, тут розташовані цементний завод, фабрика з переробки золотої руди, завод по розливу мінеральних вод «Арарат».
У місті розвиваються міжнародні екологічні проекти для захисту довкілля. У школах міста відзначають «Міжнародний день енергозбереження» проведенням семінарів для вчителів шкіл. Під час визвольної війни 1987—1994 рр. жителі міста надіслали до прикордонного Єрасхавану одиницю бойової техніки: трактор «Камацу» в немислимій сталевий обшивці, що нагадує машину інопланетян із науково-фантастичних фільмів 1960-х років. Трактор був забезпечений кулеметом Дегтярьова часів Другої світової війни.

## Міста-побратими
- Бюссі-Сен-Жорж —  Франція